# Johan Wärnschiöldh

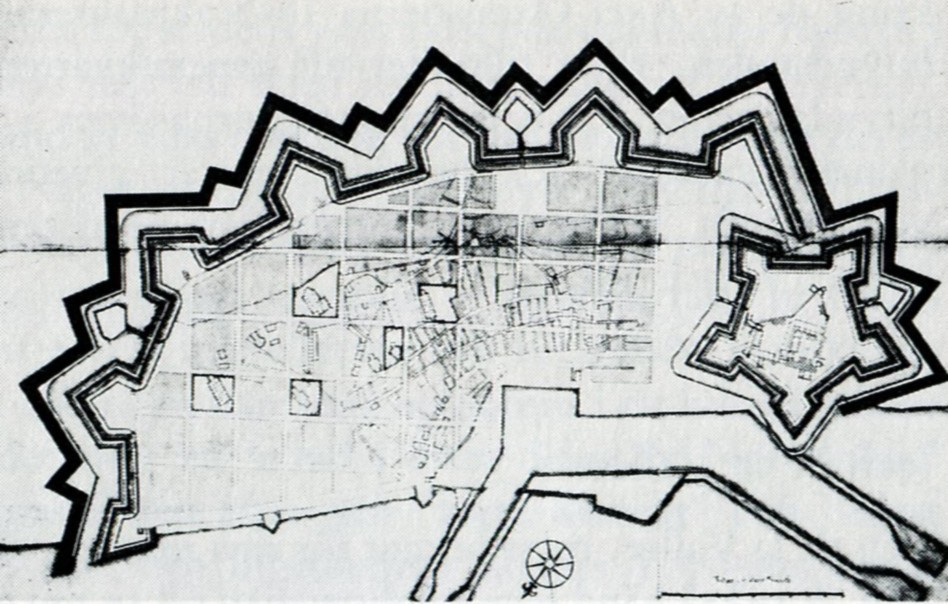
Johan Wärnschiöldhs reglerings- och befästningsplan för Visby, 1656-1657.

Johan Wärnschiöldh (stavas även Johan Wärnschöld), född omkring 1610 i Lena församling, död 1674 i Stockholm, var en svensk ingenjör, lantmätare, stadsplanerare, generalkvartermästare och ansvarig för rikets fästningsbyggen. 

## Biografi
Johan Wärnschöld föddes omkring 1610 på Lena prästgård i Lena församling. Han var son till kyrkoherden Andreas Mattiæ och Kerstin Torstensdotter.
Han bildad han bildade sitt första efternamn, Lenæus efter Lena socken. Han blev först student vid Uppsala universitet innan han utnämndes till ingenjör vid svenska armén i Tyskland 1630. Återvände till Sverige 1635 där han senare fick ett stipendium för utrikes studier som till största delen bedrevs i Holland. Åter i Sverige 1639 fick han anställning vid Jönköpings fästningsbyggnad. Året därpå befordrades han att inspektera befintliga fästningar i Estland och Livland samt att komma med nya förslag att förstärka befästningverken i Reval, Pernau och Riga. Åren 1641 och 1642 var han åter i Holland för studier innan han 1644 anställdes vid fältstaten i Sverige.
Vid Olof Örnehufvuds död 1645 utnämndes Wärnschöld till dennes efterträdare som chef för fortifikationsverket med titeln generalkvartermästare. Han blev därmed ansvarig för alla fästningsbyggen i Sverige och adlades därför med namnet Wärnschöld 1646. Han ombesörjde bland annat ombyggnaden av fästningen i Marstrand efter att den förvärvats vid fredsslutet 1658 och som då fick namnet Karlstens fästning. Han formgav och ansvarade för byggandet av Nya Älvsborgs fästning på Kyrkogårdsholmen vid inloppet till Göteborg. Han var också initiativtagare till att omge Kalmar med befästningar efter nederländskt mönster. Till Malmö skapade han ett förslag till befästning och då ska han istället ha använt sig av vad som kommit att kallas för den franska skolans former. Han ritade också Västerport i Kalmar, Karlsvärds fästning vid Slite på Gotland. Dessutom förstärkte han försvarsanläggningarna i Helsingborg och Landskrona.

### Familj
Wärnschöld gifte sig 17 oktober 1648 med Maria Bure (1622–1682), en dotter till vice presidenten Olof Bure och Elisabeth Bagge (släkten Bagge af Boo). De fick tillsammans barnen Elisabet Christina Wärnschöld (1650–1692) som var gift med assessorn Gustaf Mauritz Vellingk vid Åbo hovrätt, Anna Maria Wärnschöld (född 1652), Christina Wärnschöld (1653–1672) som var gigt med kungliga rådet Nils Gyldenstolpe, Maria Wärnschöld (1655–1711) som var gift med majoren Gustaf Rehbinder, löjtnanten Johan Wärnschöld (1657–1707) vid livgardet, kornetten Jakob Wärnschöld (1664–1717) vid Östgöta kavalleriregemente och Anna Catharina Wärnschöld (1665–1717) som var gift med ryttmästaren Claes Johan Taube.